# 2-ja Mokwa
2-ja Mokwa, także Wtoraja Mokwa (ros. 2-я Моква, Вторая Моква) – wieś (ros. деревня, trb. dieriewnia) w zachodniej Rosji, w sielsowiecie mokowskim rejonu kurskiego w obwodzie kurskim.

## Geografia
Miejscowość położona jest nad Sejmem (lewy dopływ Desny) i jego prawym dopływem Mokwą, przy południowej granicy centrum administracyjnego sielsowietu (1-ja Mokwa), 3 km na zachód od Kurska, przy drodze magistralnej (federalnego znaczenia) M2 «Krym» (część trasy europejskiej E105).
We wsi znajdują się ulice: Jasieniewaja, Jasnaja, Kasztanowaja, Łazurnaja, Mostowaja, Pionierskaja, Radużnaja, Riecznaja i Zwiozdnaja (112 posesji).
Klimat
Miejscowość, jak i cały rejon, znajduje się w strefie klimatu kontynentalnego z łagodnym ciepłym latem i równomiernie rozłożonymi opadami rocznymi (Dfb w klasyfikacji klimatów Köppena).

## Demografia
W 2010 r. wieś zamieszkiwało 310 osób.